# 維吉尼亞州第六十二騎馬步兵團
維吉尼亞州第六十二騎馬步兵團（英語：62nd Virginia Mounted Infantry Regiment）之成員都是騎馬穿梭各地以確保雪倫多亞谷的安全。他們的主要活動範圍是維吉尼亞州西部（現今的西維吉尼亞州）。兵敗蓋茨堡後，北維吉尼亞軍團決定納入第六十二步兵團，以增強實力。後來此步兵團數次面對嚴苛的挑戰－高死亡率，特別是於林赤堡之役和非瑟丘之役（Fisher's Hill）。至1865年1月，因缺乏食物和裝備等，第六十二步兵團被迫解散。